# Kerbala
Kerbala (en árabe: كربلاء Karbalā’; transcrito a veces como o Kerbela) es una ciudad de Irak, capital de la provincia de Al Kerbala.  
La ciudad, más conocida como el lugar de la batalla de Karbala en el 680 d. C., o los santuarios del Imán Husayn y Abbas, se considera una ciudad santa para los musulmanes chiitas, al igual que La Meca, Medina y Jerusalén. Decenas de millones de musulmanes chiitas visitan el sitio dos veces al año, compitiendo con La Meca y Mashhad por el número de peregrinos que hay anualmente. El martirio de Husayn ibn Ali es conmemorado anualmente por millones de chiitas. Hasta 8 millones de peregrinos visitan la ciudad para observar ʿĀshūrāʾ (el décimo día del mes de Muharram), que marca el aniversario de la muerte de Husayn, pero el principal evento es el Arbaʿīn (el 40.º día después de 'Ashura'), donde hasta 30 millones visitan las tumbas. La mayoría de los peregrinos viajan a pie desde todo Irak y más de 56 países.

## Localización
Se encuentra localizada unos 100 kilómetros al suroeste de Bagdad en 32.61°N, 44.08°E; además se encuentra a unas cuantas millas al este del Lago Milh, también conocido como Lago Razzaza.

## Población
La población estimada en 2003 era de 572 300 personas.

## Peregrinación
Los chiíes la consideran uno de los lugares sagrados del mundo, en importancia después de La Meca, Medina y Náyaf. Esto se debe a que se encuentra en el lugar la mezquita Imam Husayn que es la tumba de Husayn ibn Ali, segundo nieto de Mahoma.